# Pilaria microcera
Pilaria microcera là một loài ruồi trong họ Limoniidae. Chúng phân bố ở miền Tân bắc.